# Doraemon - Il film: Nobita e le cronache dell'esplorazione della Luna
Doraemon - Il film: Nobita e le cronache dell'esplorazione della Luna (ドラえもん のび太の月面探査記?, Doraemon: Nobita no getsumen tansa-ki, lett. "Doraemon - Nobita e le cronache dell'esplorazione della Luna") è un film d'animazione del 2019 diretto da Shinnosuke Yakuwa.
Si tratta del trentanovesimo film d'animazione tratto dalla serie Doraemon di Fujiko F. Fujio.

## Trama
Durante una lezione, Nobita afferma di credere alla tradizionale leggenda giapponese secondo cui sulla Luna esistono veramente dei conigli, ma viene da tutti deriso; Doraemon decide allora di usare delle speciali spille per creare realmente in tale luogo un regno di conigli. Nel frattempo, nella classe di Nobita giunge un nuovo ragazzo, Luka, che sembra avere dei collegamenti con la Luna e con una giovane che porta lo stesso nome del celebre satellite.

## Distribuzione
La pellicola è stata annunciata il 10 ottobre 2018 e nei giorni successivi sono state distribuite alcune immagini dei personaggi della pellicola, con accanto scritto in cosa essi credevano. Il 15 ottobre viene pubblicato il primo trailer ufficiale della pellicola, distribuita a partire dal 1º marzo 2019, in concomitanza con i festeggiamenti per i cinquant'anni dalla creazione di Doraemon.
In Italia la pellicola doveva essere proiettata nei cinema da Koch Media a partire dal 23 gennaio 2020, tuttavia la distribuzione è stata inizialmente rimandata a data da destinarsi per motivi non definiti e successivamente annullata per la chiusura provvisoria dei cinema a causa della pandemia da COVID-19. Nel mese di maggio è stato annunciato che la pellicola sarebbe stata distribuita direttamente in streaming su Chili, su Amazon Prime Video e Rakuten TV, cosa poi avvenuta a partire dal 20 maggio 2020. In televisione il film è stato trasmesso su Boomerang il 21 giugno 2020, mentre la prima televisiva in chiaro è avvenuta su Boing il 12 ottobre dello stesso anno.

### Edizione italiana
Il doppiaggio italiano della pellicola è stato effettuato presso la Augustus Color di Roma, su traduzione dal giapponese è di Lucia Baila e dialoghi di Alessandro Germano; la direzione del doppiaggio è a cura di Davide Garbolino.